# Portugalski eskudo
Eskudo (escudo, izg. [eškúdo], v portugalščini pomeni »ščit« ali »grb«) je bila portugalska denarna enota med letoma 1911 (denarna reforma po zrušitvi monarhije) in 2002 (uvedba evra). 